# San Pedro Tres Arroyos
San Pedro Tres Arroyos är en ort i Mexiko.   Den ligger i kommunen San Juan Lalana och delstaten Oaxaca, i den sydöstra delen av landet, 400 km sydost om huvudstaden Mexico City. San Pedro Tres Arroyos ligger 592 meter över havet och antalet invånare är 219.
Terrängen runt San Pedro Tres Arroyos är varierad. Runt San Pedro Tres Arroyos är det mycket glesbefolkat, med 4 invånare per kvadratkilometer. Närmaste större samhälle är Santiago Jalahui, 6,7 km nordost om San Pedro Tres Arroyos. I omgivningarna runt San Pedro Tres Arroyos växer i huvudsak städsegrön lövskog.